# Strawberry (Kalifornia)
Strawberry – jednostka osadnicza w Stanach Zjednoczonych, w stanie Kalifornia, w hrabstwie Marin.